# Bernhard Wilpert
Bernhard Wilpert (* 1. März 1936 in Breslau; † 20. August 2007 in Berlin) war ein deutscher Psychologe.

## Leben und Wirken
Als Sohn des Volkswirts Johannes Wilpert und seiner Ehefrau Emma Breitkopf wuchs er in Süddeutschland auf. Ein Studium in den Fächern Psychologie, Soziologie und Kulturanthropologie absolvierte er in Tübingen, Eugene und Bonn. In Tübingen errang er 1965 die  Promotion zum Dr. phil. Von 1965 bis 1967 betätigte er sich als Assistent beim  Deutschen Entwicklungsdienst. Ab 1968 arbeitete er beim  Deutschen Institut für Entwicklungspolitik in Berlin als wissenschaftlicher Mitarbeiter, wobei er auch Vorlesungen abhielt.
In verschiedenen Funktionen war er von 1968 bis 1977 am Wissenschaftszentrum Berlin und am Internationalen Institut für Management und Verwaltung in Berlin beschäftigt. Ab 1978 bis 1980 lehrte er das Fach Psychologie an der Pädagogischen Hochschule Berlin. Ab 1980 war er Professor für Arbeits- und Organisationspsychologie am Institut für Psychologie der Technischen Universität Berlin. Von 2001 bis 2002 war er Vizepräsident der Technischen Universität Berlin. Im Jahre 2003 ging er in die Emeritierung. Seit 2001 war er auswärtiges Mitglied der Königlich Niederländischen Akademie der Wissenschaften.
Schwerpunkte seiner Arbeiten betraf die Bereiche der Psychologie der Arbeit und der Organisation in Unternehmungen. Dabei beschäftigte er sich auch mit Fragen der Psychologie der Sicherheit bei Großanlagen wie der Kernreaktoren. Diese Arbeiten wurden international vor allem in Europa gewürdigt und anerkannt.
Seit 1964 war er mit Czarina Huerta verheiratet, das Paar hatte zwei Kinder.
Bernhard Wilpert starb am 20. August 2007 im Alter von 71 Jahren an Leukämie. Die Beisetzung fand am 31. August 2007 auf dem landeseigenen Friedhof Heerstraße in Berlin-Westend statt.

## Schriften
- Hilfe für Entwicklungsländer, 1961
- Führung in deutschen Unternehmen, Berlin 1977
- Work Organization Research: American and European Perspectives mit Anant R. Negandhi, Kent (Ohio) 1978
- Anspruch und Wirklichkeit der Mitbestimmung mit Jörg Rayley, 1983
- Handbuch der Arbeitsbeziehungen. Deutschland – Österreich – Schweiz, mit Günter Endruweit, Eduard Gaugler und Wolfgang H. Staehle, Berlin 1985
- Deutsch-chinesische Joint Ventures. Wirtschaft – Recht – Kultur, mit Volker Trommsdorff, Klaus Jakubowski, und Sophia Scharpf, 1994
- Organizational Decision-Making under Different Economic and Political Conditions mit P.J.D. Drenth und Paul L. Koopman, Amsterdam 1996
- After the Event: From Accident to Organisational Learning mit Andrew Hale und Matthias Freitag, 1997
- Nuclear Safety: A Human Factors Perspective mit J. Misumi und R. Miller als Hrsg., 1999
- Management & Cultural Values: The Indigenization of Organizations in Asia mit Henry S. Kao und Durganand Sinha als Hrsg., Thousand Oaks, California, 1999
- Management and Cultural Values: The Indigenization of Organizations in Asia mit Henry S. Kao und Durganand Sinha, New Delhi 1999
- Safety Culture in Nuclear Power Operations, CRC, 15. Oktober 2001, ISBN 0415246490
- Sicherheitskultur. Konzepte und Analysemethoden mit Torsten Büttner und Babette Fahlbruch, 2003
- Emerging Demands for the Safety of Nuclear Power Operations: Challenge and Response, CRC, 15. Juli 2004, mit Naosuke Itoigawa und Babette Fahlbruch, 2004

## Mitgliedschaften, Ämter und Preise
- 1987 bis 1988: Programmbeirat beim Interdisciplinaire de Recherche sur la Technologie, le Travail et les Modes de Vie
- 1990: Leitung der Forschungsstelle Systemsicherheit im Institut für Psychologie der TU Berlin
- 1990 bis 1996: Vorsitz des International Scientific Council des Work and Organizational Research Center der Universität Tilburg
- ab 1993: Reaktor-Sicherheitskommission beim Bundesministerium für Umwelt, Naturschutz und Reaktorsicherheit
- 1994 bis 1998: Internationale Gesellschaft für Angewandte Psychologie
- 1998: Ehrendoktorwürde der Universität Gent
- 1999: Verleihung einer Ehrenprofessur an der Academia Sinica in Peking
- 2001: Auswärtige Mitgliedschaft an der Royal Dutch Academy of Sciences
- 2003: Preis der European Association of Work and Organizational Psychology